# Port lotniczy Lamidanda
Port lotniczy Lamidanda (IATA: LDN, ICAO: VNLD) – mały port lotniczy w Lamidanda, w Nepalu. Położony jest na wysokości 1250 m n.p.m.